# Terra de Wilczek
La Terra de Wilczek (rus: Земля́ Ви́льчека, Zemlià Víltxeka) és una illa de la Terra de Francesc Josep, Rússia, la segona més gran de l'arxipèlag rere la Terra de Jordi.
La seva superfície és de 2.203 km² i es troba majoritàriament coberta per glaceres, excepte dues petites franges a la costa occidental. El punt més alt de l'illa es troba a 606 msnm. A l'est hi ha l'illa Graham Bell, al sud petites illes, com les illes Klagenfurt o els illots Gorbounova, al sud-est l'illa Hall, a l'est les illes Komsomol, Hayes i Wiener Neustadt i al nord l'illa La Ronser.
Descoberta per l'expedició austrohongaresa al Pol Nord, l'illa va ser nomenada en honor del comte Johann Nepomuk Wilczek que fou el principal patrocinador de l'expedició. Els noruecs Paul Bjørvig i Bernt Bentsen, membres de l'expedició Wellmann de 1898-1899, van hivernar al Cap Heller, mentre l'equip dirigit per Walter Wellmann hivernaven al cap Tegethoff, a l'illa Hall, més al sud. Bentsen va morir durant l'hivern i Bjørvig hagué d'esparar 55 dies fins a ser rescatat.
Aquesta illa no s'ha de confondre amb la petita illa de Wilczek, situada al sud-oest de l'illa Salm, també del grup Francesc Josep i que porta el nom de la mateixa persona.